# Doolin
Pour les articles homonymes, voir Doolin (groupe suisse) et Doolin' (groupe français).

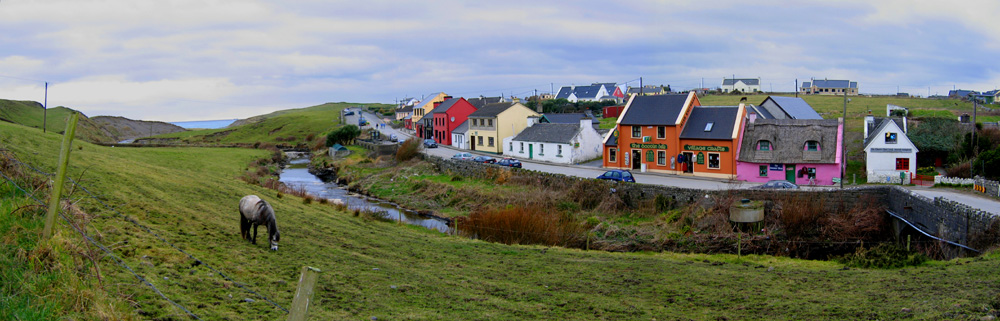
Doolin

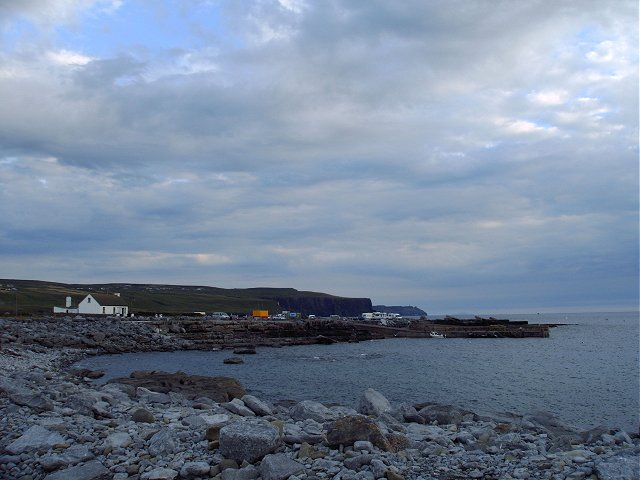

Doolin (en irlandais : Dúlainn) est une petite ville côtière du comté de Clare en Irlande située sur la côte atlantique. Elle est située à proximité de la ville thermale de Lisdoonvarna. Doolin est située à la pointe sud-ouest de la région des Burren, à proximité des Cliffs of Moher.
La rivière Aille se jette dans la mer dans la ville en provenance des collines des Burren.
Doolin est connue pour ses sessions de musique traditionnelle irlandaise dans un des trois pubs du centre-ville. On compte aussi un grand nombre de sites archéologiques de l'âge du fer autour de la ville, ainsi que deux châteaux Doonagore et Ballinalacken.
Doolin est un des trois ports avec Galway et Rossaveal depuis lesquels des ferrys desservent les Îles d'Aran qui sont visibles depuis la ville.
Malgré sa petite population de 200 habitants, Doolin possède trois pubs.

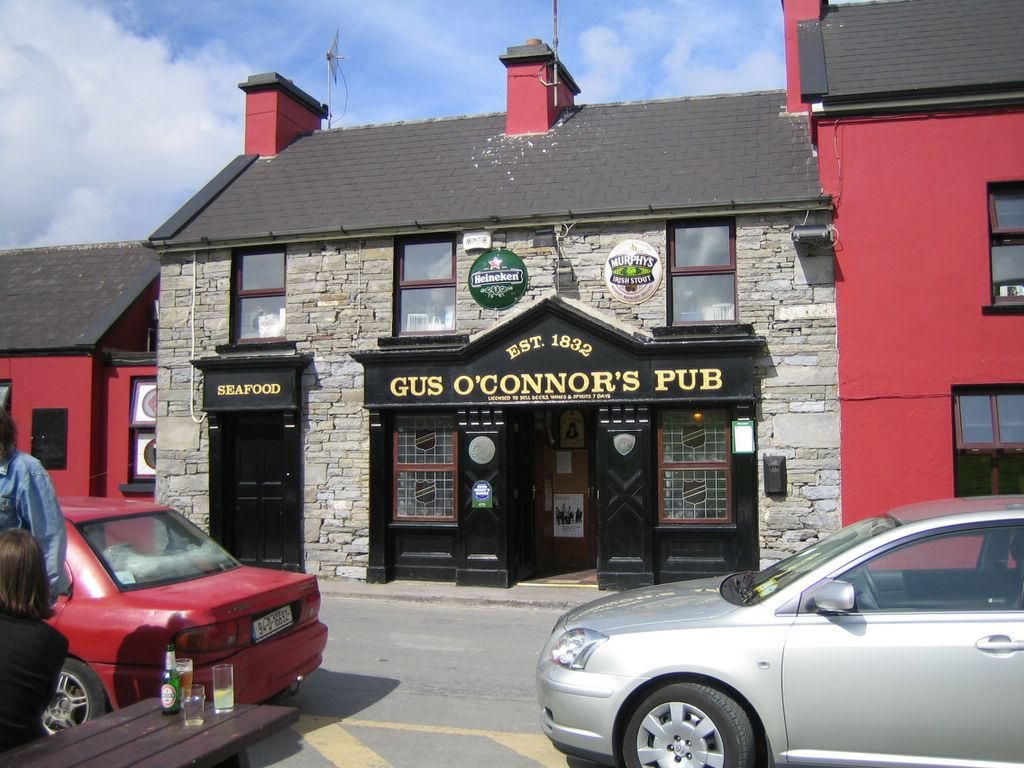
Gus O'Connor's pub à Doolin.Fondé en 1832.
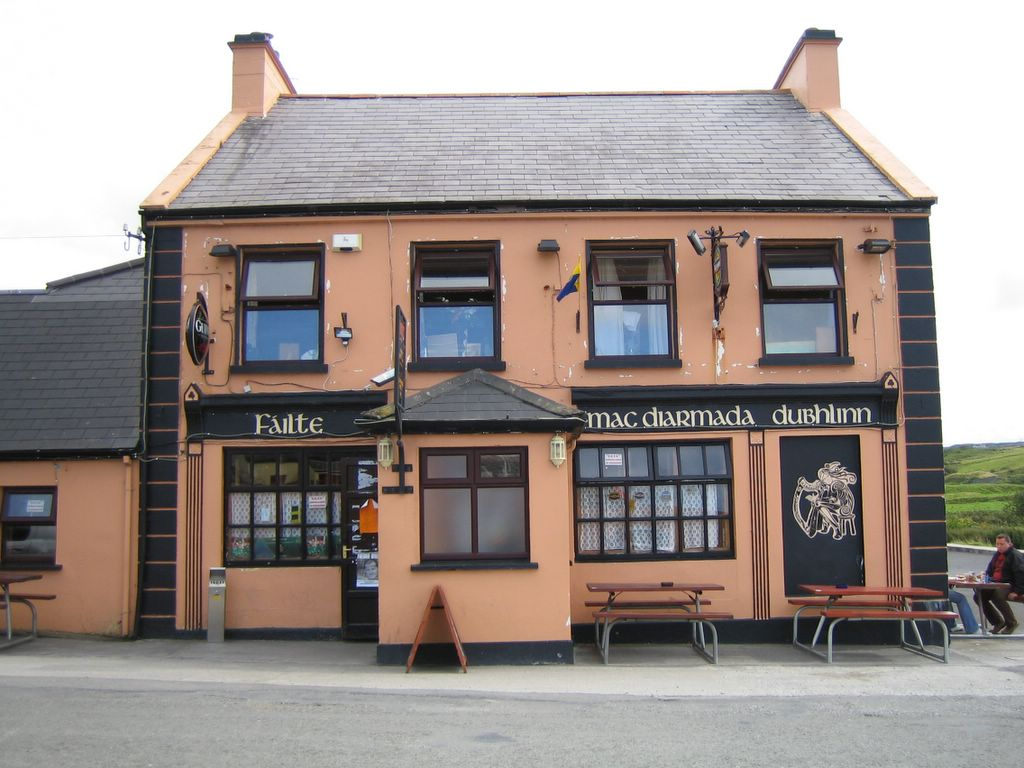
McDermott's pub à Doolin. Fondé en 1867.
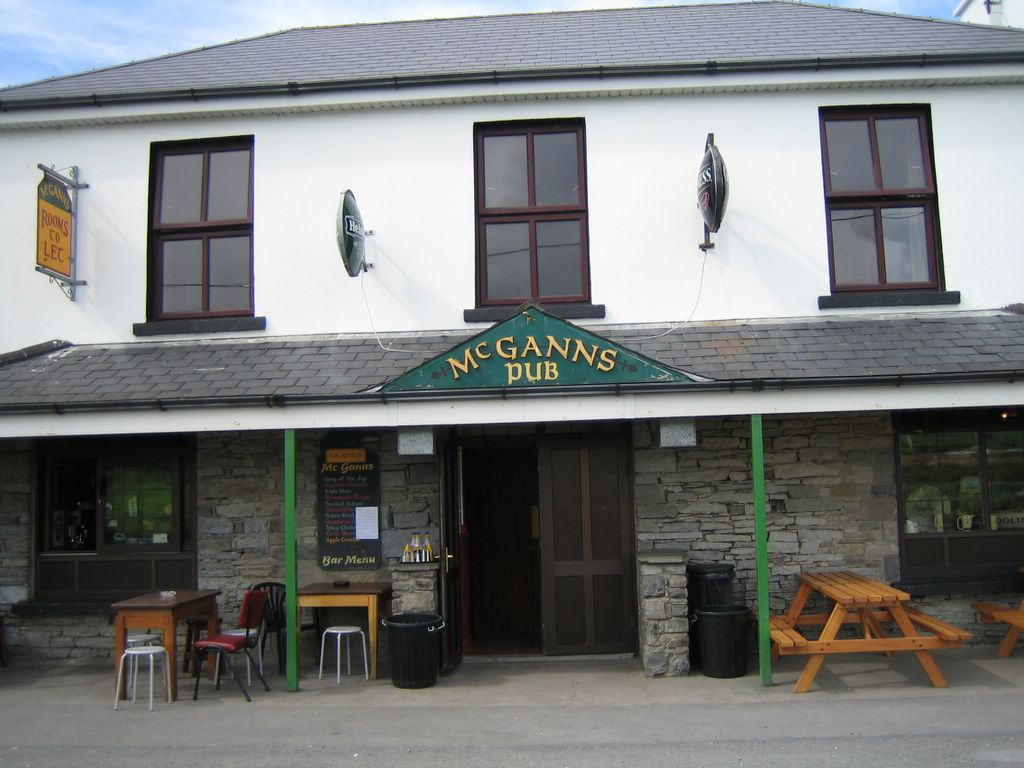
McGann's pub à Doolin. Fondé en 1976.